# Pleven Saddle
Pleven Saddle är ett bergspass i Antarktis. Det ligger i Sydshetlandsöarna. Argentina, Chile och Storbritannien gör anspråk på området. Pleven Saddle ligger 492 meter över havet.
Terrängen runt Pleven Saddle är kuperad åt sydväst, men åt nordost är den bergig. Havet är nära Pleven Saddle åt sydväst. Trakten är glest befolkad. Närmaste befolkade plats är St. Kliment Ohridski Base, 10,0 kilometer norr om Pleven Saddle. 